# 塔尔法亚
塔尔法亚（阿拉伯语：‎ - Ṭarfāya）是摩洛哥西南阿尤恩-萨基亚-阿姆拉大区塔尔法亚省的一个城镇，西班牙统治时期原称维亚本斯（Villa Bens）。塔尔法亚是大西洋海岸的一个港镇，位于拉巴特西南890千米，靠近朱比角，城镇与摩洛哥南部的这一地区同名。根据2004年人口普查，塔尔法亚共有5,615人, 是阿尤恩-萨基亚-阿姆拉大区内五个自治市中人口最少的城市，却是五个中唯一在西撒哈拉领土争议区之外的城镇。
20世纪20年代，法国商业航空空邮公司在塔尔法亚建立了一个飞行场，现在该飞行场旧址建有一个小纪念碑，用以纪念该航空公司及其飞行员安托万·德圣埃克絮佩里，他同时也是《小王子》的作者。